# Brachyolene ochreosignata
Brachyolene ochreosignata är en skalbaggsart som beskrevs av Stefan von Breuning 1940. Brachyolene ochreosignata ingår i släktet Brachyolene och familjen långhorningar.
Artens utbredningsområde är Gabon. Inga underarter finns listade.